# Seta
|  | Per a altres significats, vegeu «Seta (desambiguació)». |

Seta (occità) o Sète (francès) és una ciutat occitana del Llenguadoc, del departament de l'Erau, a la regió d'Occitània. El 2014 tenia 44.136 habitants. El municipi té una extensió de 24.21 km² i una altitud màxima de 183 metres sobre el nivell del mar, al mont Saint-Clair. La ciutat es troba a 4 metres d'altitud, vora l'estany de Tau, on hi ha un bon nombre de vivers d'ostres i musclos, i és travessada pel canal del Migdia, conegut a Seta com el Canal Royal. Precisament, aquest canal, conclòs el 1681, va facilitar el creixement de la vila. El canal té a Seta l'extrem oriental i s'acaba a la ciutat de Tolosa.
El port comercial de Seta és un dels més importants de França, sobretot pel que fa a la importació i exportació de vins. El port pesquer, per la seva banda, és el primer de la Mediterrània entre els ports francesos. La ciutat també disposa d'un port esportiu on es fan les anomenades justes nàutiques o llenguadocianes.
Seta té dos fills il·lustres molt coneguts: el poeta Paul Valéry i el cantautor Georges Brassens. A la ciutat destaquen l'església de Saint-Louis, el Théâtre de la Mer, el Théâtre Molière, el Canal Royal, el mont Saint-Clair, les Pedres Blanques, el cementiri marí, l'Espai Brassens, el Museu Paul Valéry, el Museu Internacional de les Arts Modestes i el Centre Regional d'Art Contemporani. També hi va nàixer un dels escriptors occitans més importants de la segona part del segle, Ives Roqueta.

## Geografia

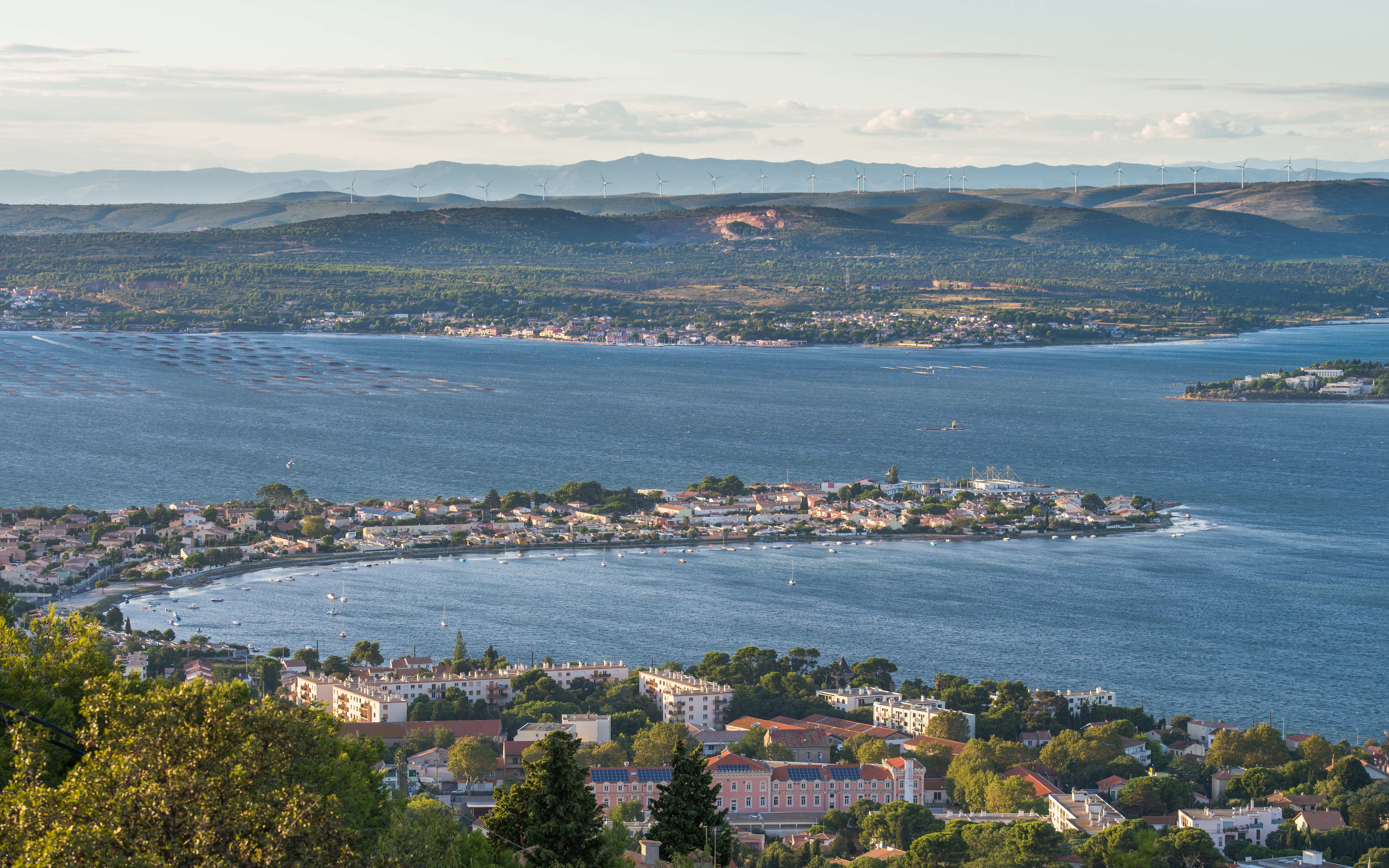
L'Estany de Thau, on es crien ostres i musclos, ja que és d'aigua salada.

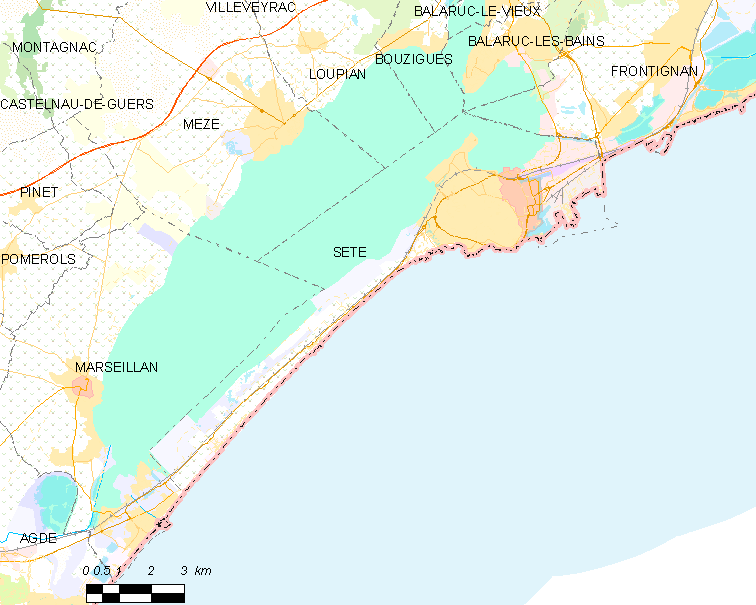
Plànol de Seta

Situada a la vora de la Mediterrània i a prop de la desembocadura del Roine, el seu territori es pot dividir en quatre zones:
- A l'est la llarga platja que uneix el municipi amb Marsella, que va seguida d'una línia de ferrocarril i d'una extensió de vinyes.
- A l'oest, l'estany de Thau, una gran extensió d'aigua salina habitat per flamencs, la qual enllaça cap a l'oest amb el port de Seta, fracció coneguda com el canal de les dues mars, i cap a l'oest amb el riu Roine pel canal de Migdia. La presència d'aquest canals ha fet que rebi el sobrenom de la Venècia francesa.
- El Mont Saint-Clair, de 175m d'alçada, des d'on es pot albirar Frontinhan, al nord, i Marsella al sud. És un antic illot que va quedar unit al continent i és l'element geogràfic que tanca les aigües de l'estany de Tau.
- Al nord-est la zona portuària, que està dividida en: port pesquer, port esportiu i port industrial.

## Toponímia

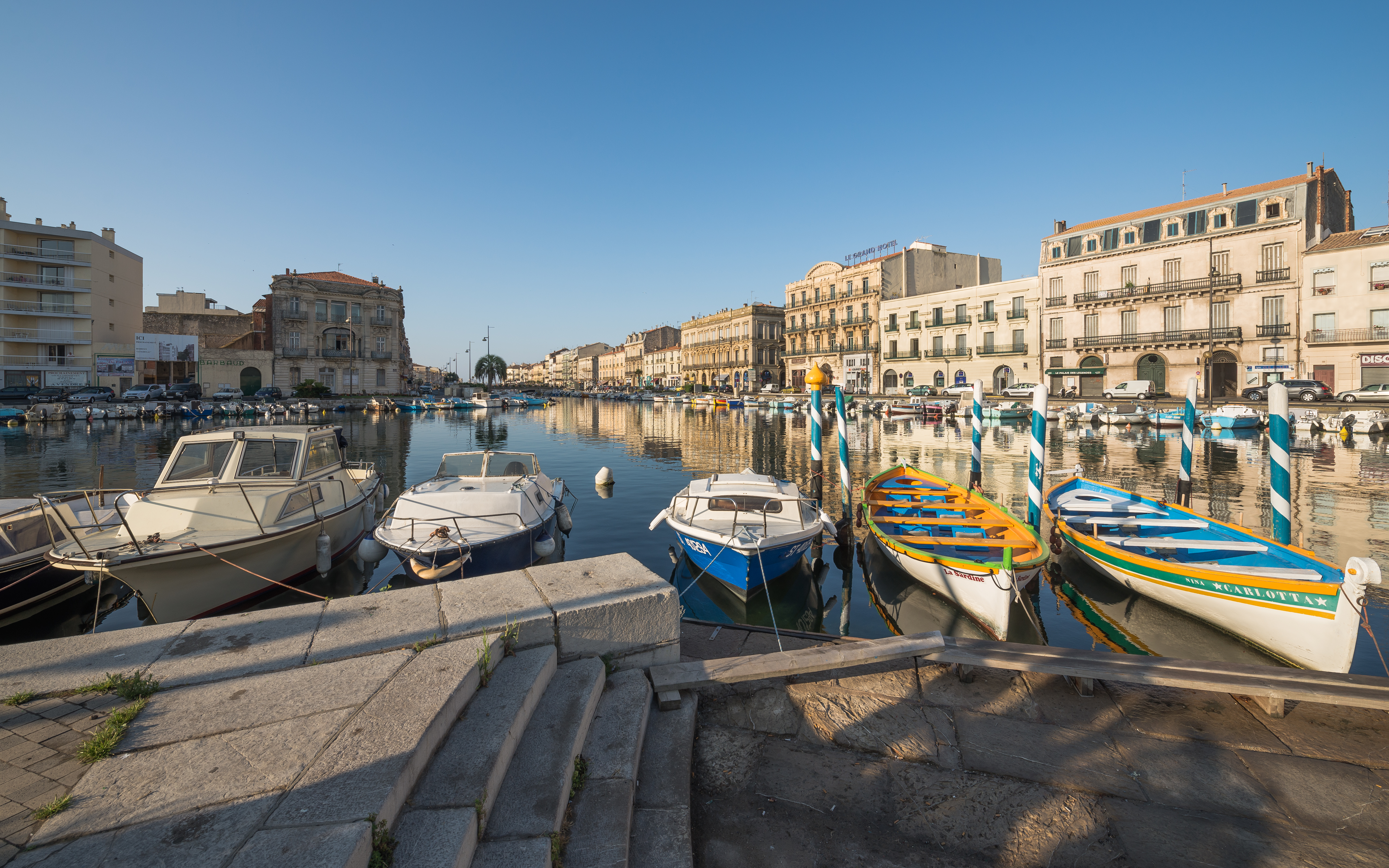
Vista del moll de Seta

Seta era coneguda a l'antiguitat amb altres noms: To Sigion oros al segle i, Sêtion oros al segle ii, i apareix escrit amb la forma llatina Setius Mons al segle iv,. La paraula Setius seria més tard reemplaçada per la forma occitana Seta, que ve de seto. Això té a veure amb un sistema de pesca molt antic que es feia servir enclavant pals en els camins que l'aigua de la mar fa terra endins i així poder capturar els peixos que entren durant el reflux. Els setos són les rescloses que fan separacions per evitar que els peixos puguin després sortir i tornar a la mar.
El nom francès, Sète, va ser establert oficialment el 1928. A l'edat mitjana, va prendre les formes De Ceta, i Cetia, que alguns lingüistes creuen que deriva d'un terme preindoeuropeu que volia dir «muntanya, cim». Aquest nom medieval va ser associat popularment al terme grec κῆτος, (kētos, «balena») i es deia que el Mont Saint-Clair tenia la forma d'aquest animal marí, motiu pel qual està dibuixat en l'escut de la ciutat. En els darrers segles també es va escriure Cette, però finalment es va escollir la forma Sète, que s'adapta a la seva pronúncia i no porta confusió amb el demostratiu cette, emprat en el francès.

## Història
El 1596 Henri de Montmorency, governador del Llenguadoc, escollí aquest indret per establir un port amb un fortí. Els treballs foren confiats a Jean Donnat i supervisats per Pierre d'Augier, prebost general del Llenguadoc. Per manca de diners les obres es van aturar el 1605.
El 1666 el rei Lluís XIV va incloure la construcció del port de Seta en el projecte del canal del Migdia i les obres, que començaren aquell estiu, van ser encarregades a Pierre-Paul Riquet. Anteriorment a aquesta data, el lloc pertanyia administrativament a la comuna de Frontinhan, mentre que el mont formava part de la diòcesi de Marsella.

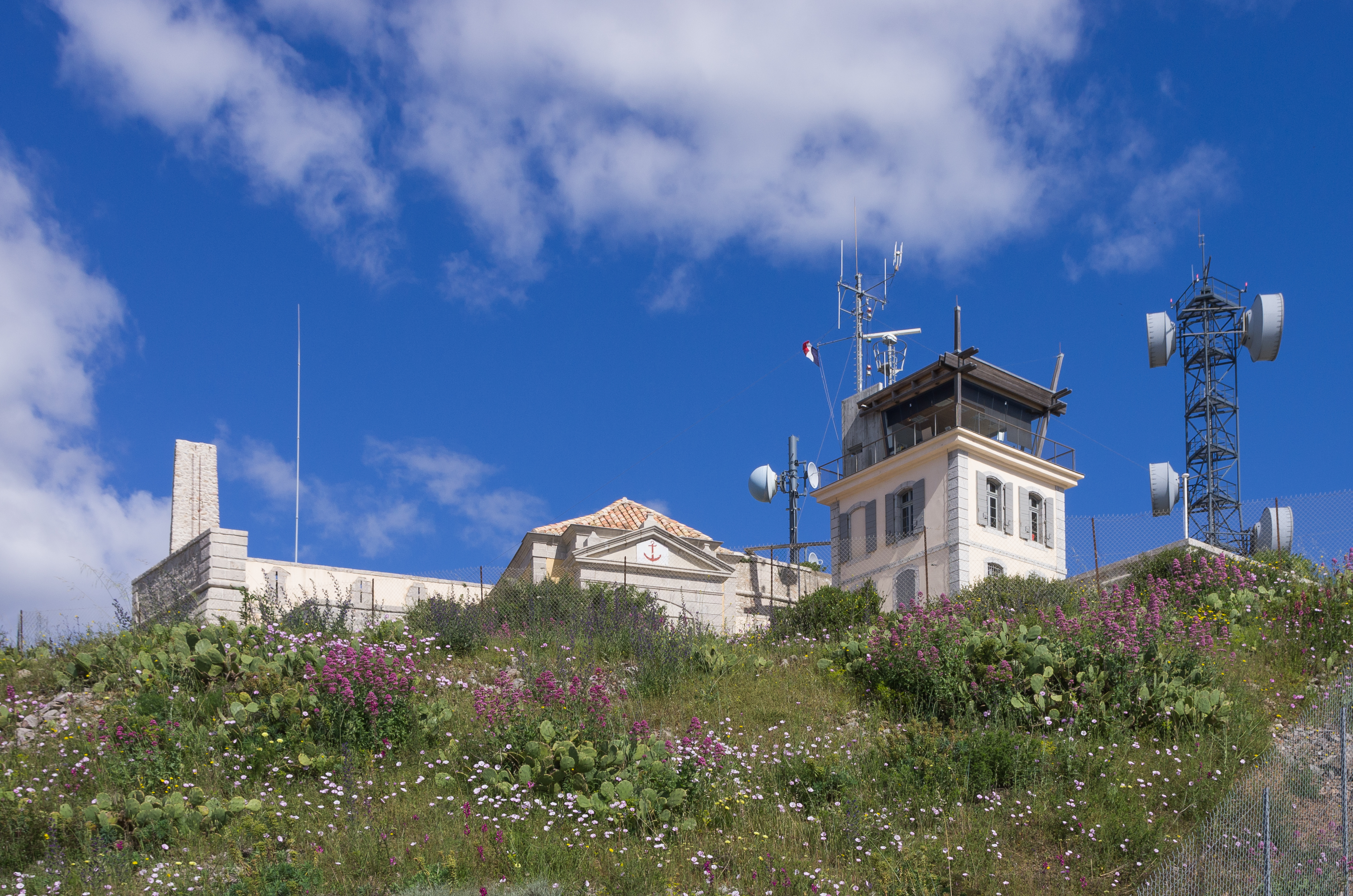
El fortí Richelieu és en l'actualitat torre de telecomunicacions i està catalogat com a monument del patrimoni històric francès.

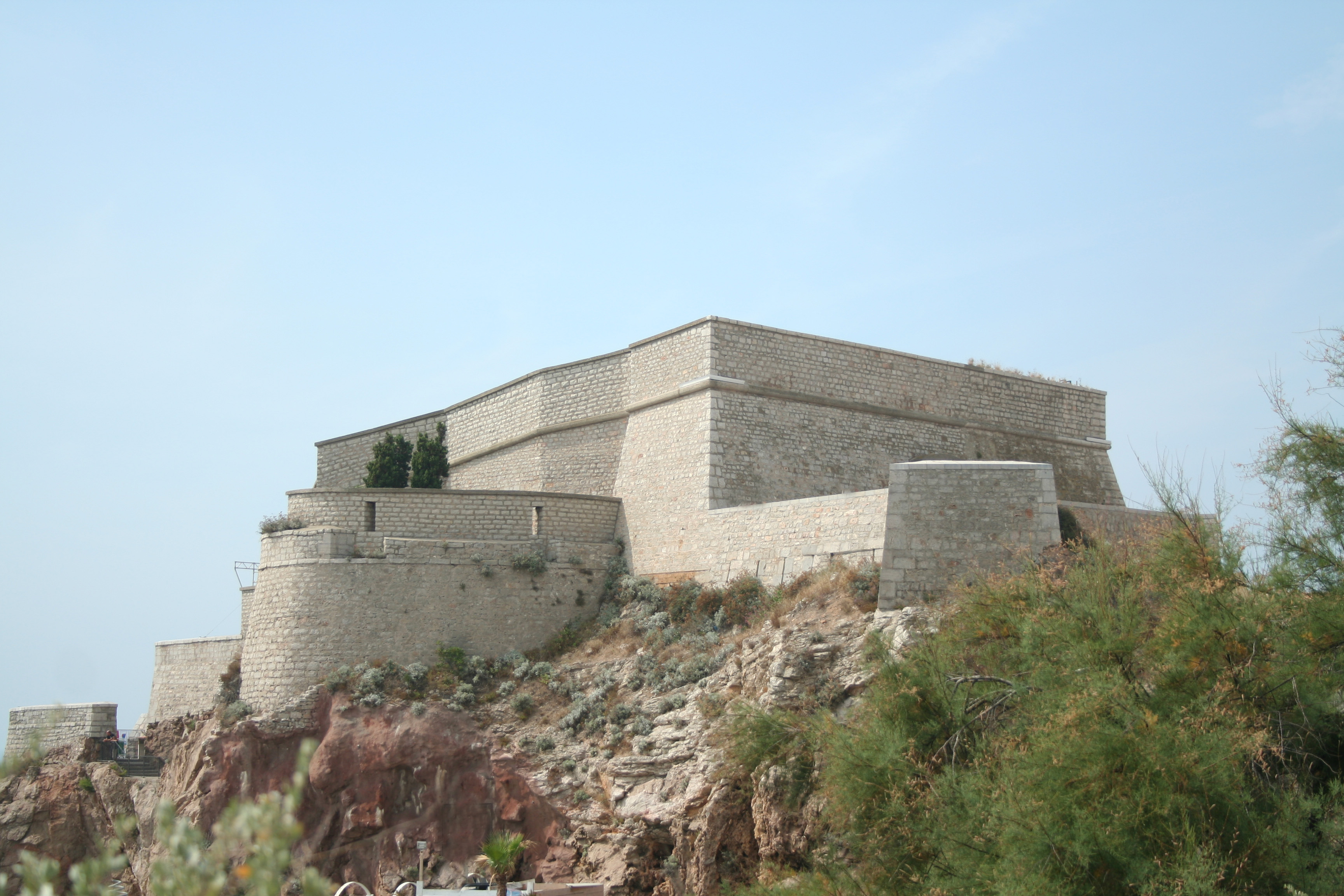
El fortí Saint-Pierre és actualment un museu anomenat Théâtre de la Mer.

El 1703 es va construir una església consagrada a sant Lluís. Entre el 24 i 29 de juliol del 1710, els britànics van atacar Seta i es van apoderar del port, però ràpidament van ser expulsats i perseguits per Maurice de Noailles. Durant l'any següent es construirien dos fortins per reforçar la seguretat: el de Saint-Pierre i el de Butte-Ronde. El 1744 Richelieu va manar la construcció d'una ciutadella, que porta el seu nom i una torre d'observació a la platja Corniche anomenada Torre Castellas.
Començada la revolució francesa, el 1790 els ciutadans de la vila van fundar un club polític que anomenaren Societat dels amics de la constitució i de la igualtat i tres anys després es transformaria en Societat dels Jacobins amics de la constitució popular del 1793.
L'agricultura es va intensificar amb les mesures adoptades durant la revolució, amb el ministre Jean-Baptiste Colbert, cosa que augmentà l'erosió del sòl, les aigües del canal es van tornar tèrboles i els al·luvions van omplir el port.
Durant la guerra entre la Cinquena Coalició i l'Imperi Napoleònic, el vaixell Le Robuste de 80 canons va ser incendiat l'octubre del 1809 davant de Seta. El maig del 1821 es van iniciar treballs per fer un nou trencaones. L'octubre del 1866 sortí de Seta un vaixell carregat de vi per als oficials destinats pel govern francès a l'intervenció francesa a Mèxic; aquest vaixell va ser notícia perquè quatre membres de la tripulació es va amotinar, va matar el capità i van enfonsar-lo després de fugir en un bot.
El 1901 la ciutat va posar en marxa tramvies elèctrics. El 12 de novembre del 1942 l'exèrcit alemany va ocupar Seta i el 20 de juny la USAF va bombardejar l'estació i tot seguit, en la veïna Frontinhan, les refineries de petroli. El juliol del 1947, es va aparellar el President Wardfield, un vaixell de guerra comprat pel Haganà, per traslladar clandestinament jueus a Palestina, que en aquell temps era un protectorat britànic i no acceptaven més emigrants. Per no aixecar sospites, van fer constar a Seta que anaven en destinació a Colòmbia.

## Clima
La vila es beneficia d'un clima mediterrani. Degut a la proximitat del mar els hiverns són suaus tot i que de vegades es poden produir gelades. Els estius són càlids. La tardor acostuma a ser plujosa. La primavera és entre temperada i càlida i de vegades també plujosa. Les hores de sol anuals volten les 2.600.
| Dades climàtiques a Seta (1961-1990) | Dades climàtiques a Seta (1961-1990) | Dades climàtiques a Seta (1961-1990) | Dades climàtiques a Seta (1961-1990) | Dades climàtiques a Seta (1961-1990) | Dades climàtiques a Seta (1961-1990) | Dades climàtiques a Seta (1961-1990) | Dades climàtiques a Seta (1961-1990) | Dades climàtiques a Seta (1961-1990) | Dades climàtiques a Seta (1961-1990) | Dades climàtiques a Seta (1961-1990) | Dades climàtiques a Seta (1961-1990) | Dades climàtiques a Seta (1961-1990) | Dades climàtiques a Seta (1961-1990) |
| Mes                                  | gen                                  | febr                                 | març                                 | abr                                  | maig                                 | juny                                 | jul                                  | ag                                   | set                                  | oct                                  | nov                                  | des                                  | anual                                |
| ------------------------------------ | ------------------------------------ | ------------------------------------ | ------------------------------------ | ------------------------------------ | ------------------------------------ | ------------------------------------ | ------------------------------------ | ------------------------------------ | ------------------------------------ | ------------------------------------ | ------------------------------------ | ------------------------------------ | ------------------------------------ |
| Màxima mitjana °C (°F)               | 10.2 (50.4)                          | 11.3 (52.3)                          | 13.6 (56.5)                          | 16.2 (61.2)                          | 18.8 (65.8)                          | 23.9 (75)                            | 26.9 (80.4)                          | 26.2 (79.2)                          | 23.4 (74.1)                          | 18.9 (66)                            | 13.7 (56.7)                          | 10.9 (51.6)                          | 17.9 (64.2)                          |
| Mitjana diària °C (°F)               | 7.4 (45.3)                           | 8.4 (47.1)                           | 10.3 (50.5)                          | 12.8 (55)                            | 16.4 (61.5)                          | 20.2 (68.4)                          | 23 (73)                              | 22.5 (72.5)                          | 20 (68)                              | 16 (61)                              | 11 (52)                              | 8.2 (46.8)                           | 14.7 (58.5)                          |
| Mínima mitjana °C (°F)               | 4.7 (40.5)                           | 5.5 (41.9)                           | 7 (45)                               | 9.5 (49.1)                           | 12.9 (55.2)                          | 16.4 (61.5)                          | 19.1 (66.4)                          | 18.8 (65.8)                          | 16.6 (61.9)                          | 13 (55)                              | 8.3 (46.9)                           | 5.5 (41.9)                           | 11.4 (52.5)                          |
| Precipitació mitjana mm (polzades)   | 67.9 (2.673)                         | 63 (2.48)                            | 56 (2.2)                             | 46.4 (1.827)                         | 46.6 (1.835)                         | 30.5 (1.201)                         | 13.1 (0.516)                         | 30 (1.18)                            | 48.9 (1.925)                         | 105.8 (4.165)                        | 63.7 (2.508)                         | 54.8 (2.157)                         | 626.7 (24.673)                       |
| Font: Infoclimat                     |                                      |                                      |                                      |                                      |                                      |                                      |                                      |                                      |                                      |                                      |                                      |                                      |                                      |

## Economia

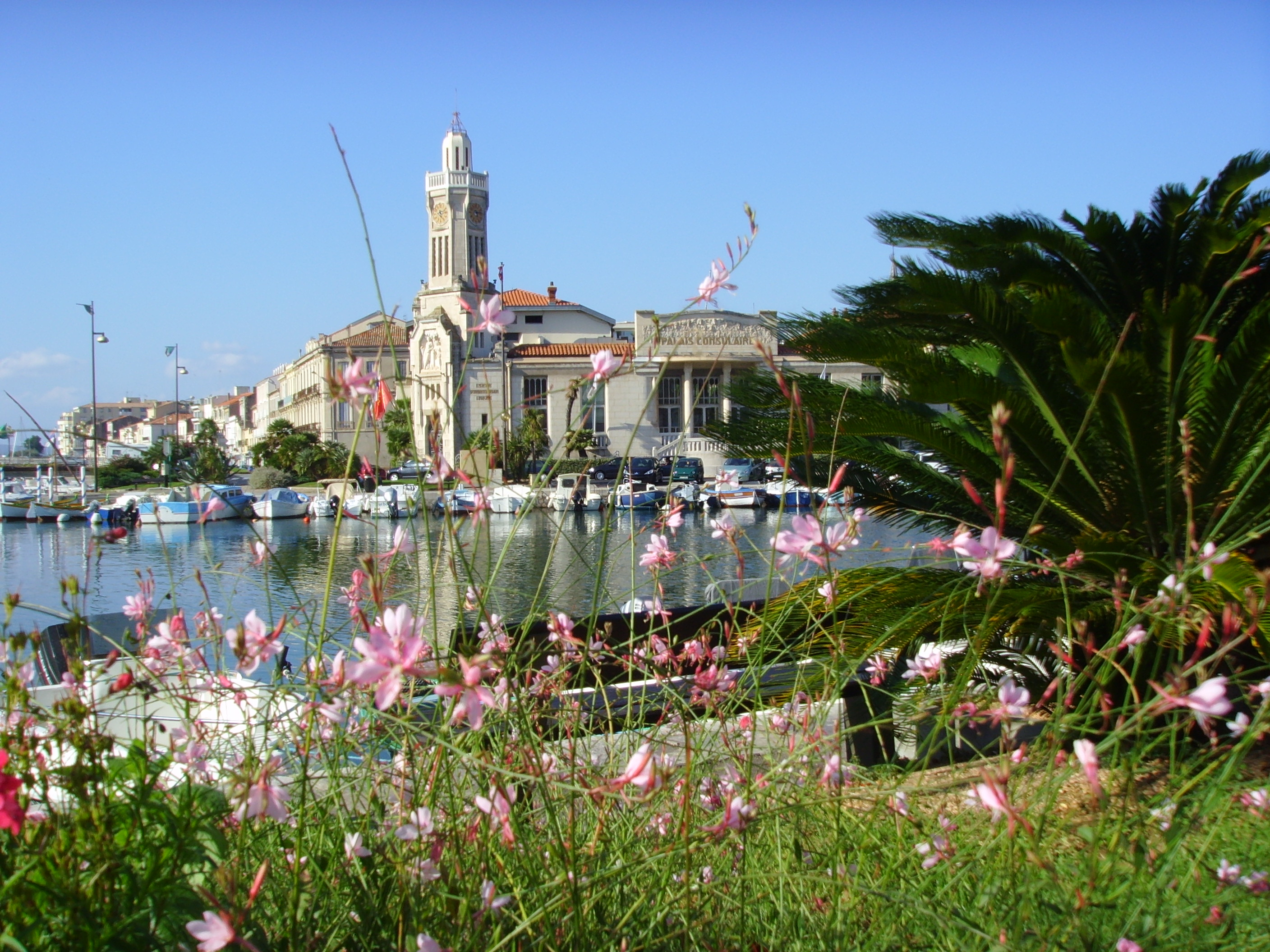
Cambra de Comerç de Seta.

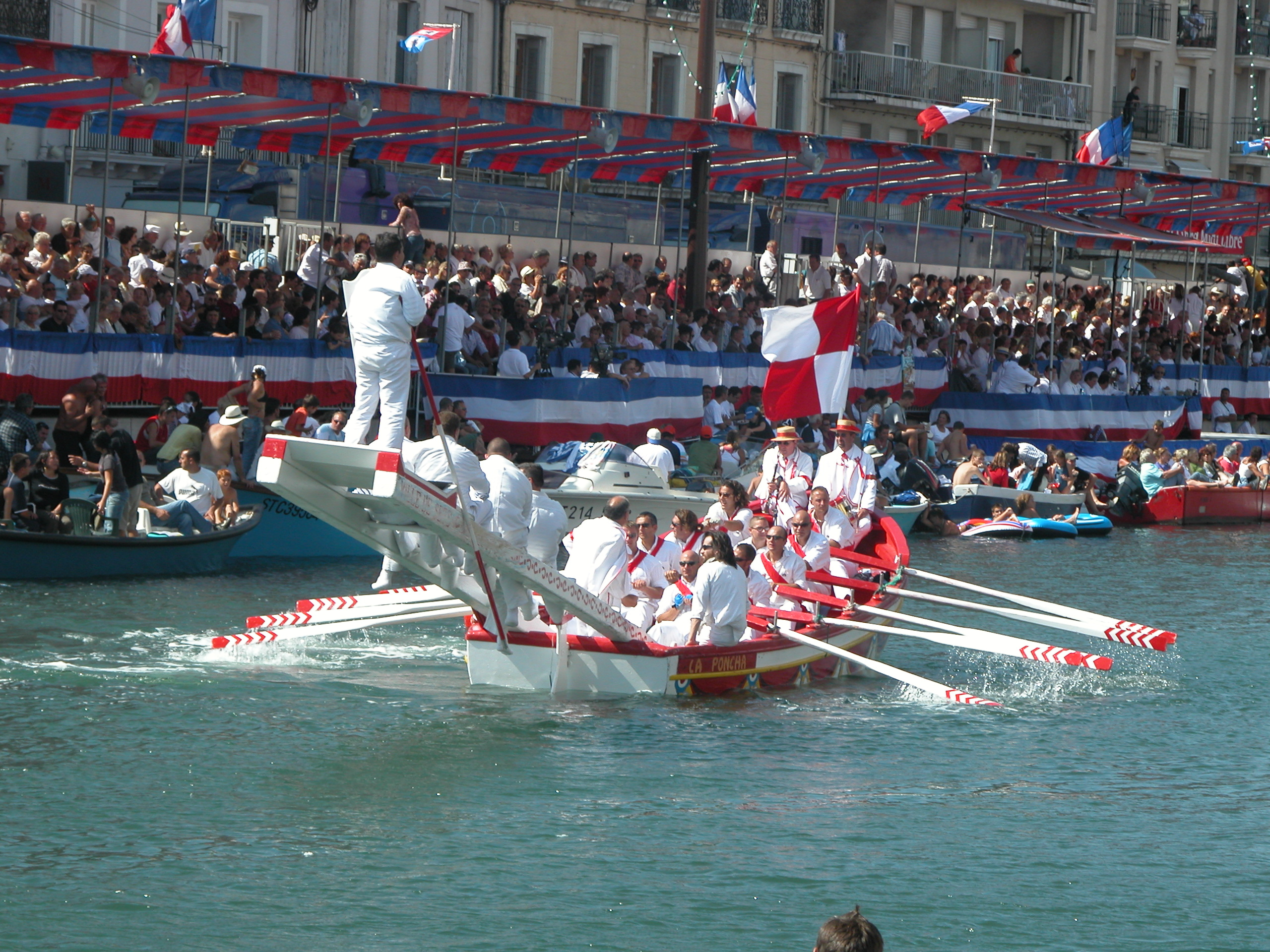
Els canals de Seta són un atractiu turístic i, amb la seva tradició de justes nàutiques, li ha donat el sobrenom de Venècia del Llenguadoc.

Des de l'1 de gener del 2007 la regió Llenguadoc-Rosselló és la propietària del conjunt portuari Seta-Frontinhan, que és un gran generador de llocs de treball. Des del gener del 2008 la cambra de comerç d'aquesta regió gestiona tant el port pesquer com el port comercial. El port de Seta està situat en l'11è lloc en la llista de ports francesos, per la quantitat de mercaderies que el 2005 va arribar als 3,6 milions de tones. També disposa d'un trafic important de transbordadors que enllacen amb el nord d'Àfrica. Té espai suficient per allotjar vaixells en desús, com el Rio Tagus, que després d'anys retingut aquí va ser comprat el 2016 per una empresa de desguassos de Barcelona. Pel nombre de captures és el primer port francès de la costa Mediterrània.
El turisme és també una important font d'ingressos econòmics. Aquesta activitat data de quan al segle xix es van posar de moda els banys de mar i es van construir dos edificis: l'hotel de Coraly Hinsch-Armengaud, i el Lazaret, creat per l'Església reformista de Seta, el 1865, convertit després en centre de vacances adreçat al turisme familiar.

## Demografia
L'estudi de l'evolució demogràfica a Seta està basat en els censos efectuats des del 1793. Des del 2006 l'INSEE s'encarrega de publicar les llistes anuals de població i d'efectuar enquestes cada cinc anys sobre les seves característiques. El 2015, la comuna tenia 43.620 habitants, un augment de l'1,98 % respecte del 2010.

## Personatges famosos
- Paul Valéry (1871–1945), escriptor i poeta
- Georges Brassens (1921–1981), cantant i compositor
- Manitas de Plata (1921–2014), guitarrista de flamenc
- Ives Roqueta (nascut el 1933), escritor i activista occitanista

## Agermanaments
Seta té relacions d'agermanament amb:
- Neuburg an der Donau (Alemanya)
- El Jadida (Marroc)
- Cetara (Itàlia)